# Urbeleskarspitze

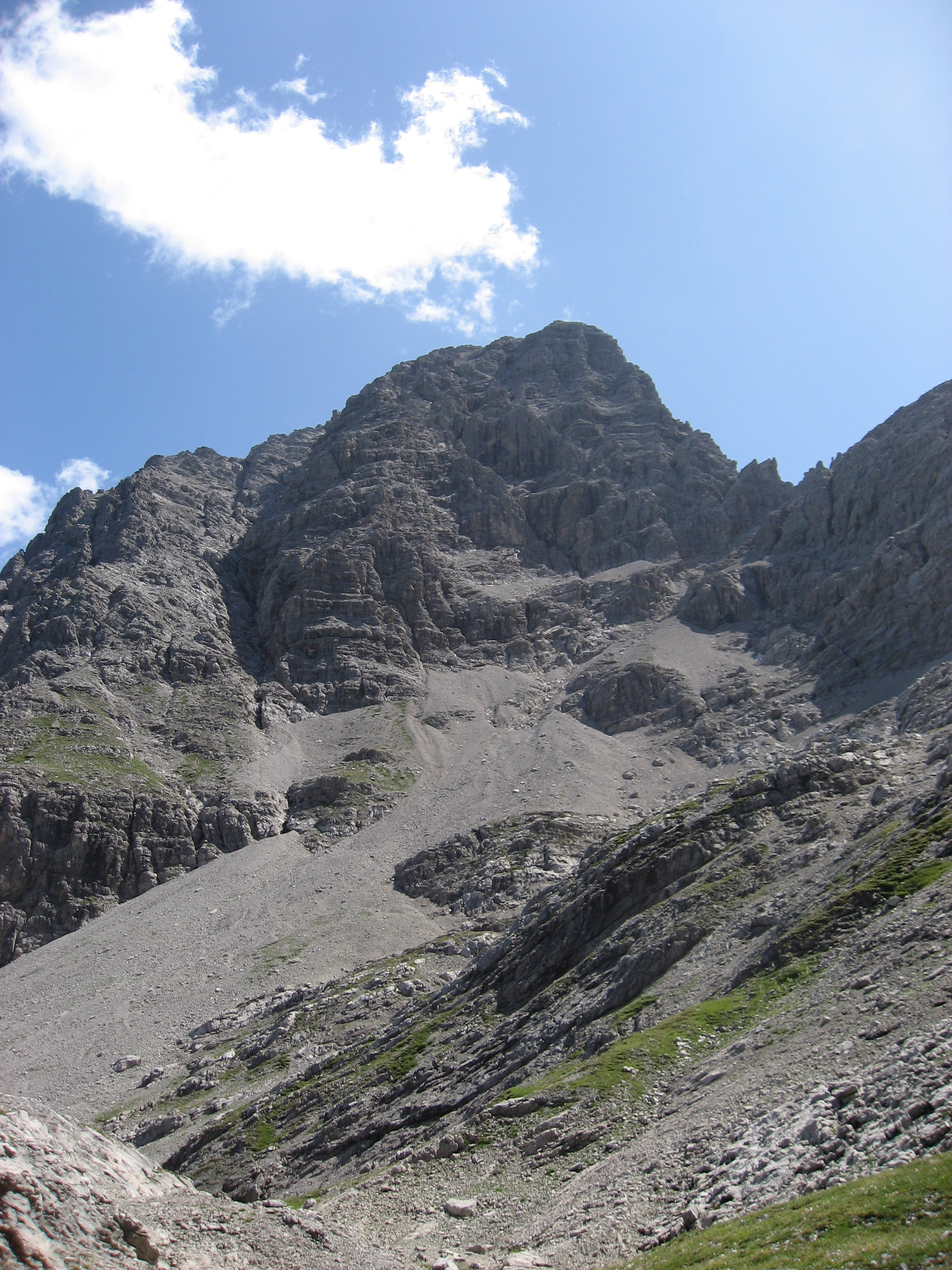
Die Nordwestflanke der Urbeleskarspitze vom Urbeleskar aus

Die Urbeleskarspitze ist ein 2632 m ü. A. hoher Gipfel in den Allgäuer Alpen. Sie liegt in Österreich im Bundesland Tirol und stellt den fünfthöchsten Gipfel der Allgäuer Alpen sowie den zweithöchsten Gipfel in der Hornbachkette dar. Nachbargipfel in der Hornbachkette sind im Südwesten die Bretterspitze und im Nordosten die Zwölfer-Spitze.

## Gestein und Aufbau
Die Urbeleskarspitze besteht wie die meisten hohen Gipfel der Allgäuer Alpen aus Hauptdolomit. Der Gipfel hat eine markante glockenförmige Gestalt und ist von Norden wie auch von Süden von benachbarten und ferneren Gipfeln leicht zu erkennen.

## Erstbesteigung
Wer die Urbeleskarspitze zum ersten Mal bestiegen hat, kann nicht genau nachvollzogen werden. Als Kandidaten kommen unbekannte Einheimische oder Dr. Gümbel im Jahr 1854 in Frage. Gesichert ist die Besteigung aus dem Jahr 1869 durch Hermann von Barth.

## Talorte / Stützpunkte
Hauptstützpunkt ist das Dorf Hinterhornbach in einem Seitental des Tiroler Lechtals. Von dort steigt man in ungefähr 2,5 Stunden zum Kaufbeurer Haus auf, einer Selbstversorgerhütte der Sektion Allgäu-Immenstadt des DAV. Die Hütte ist regelmäßig an den Wochenenden von Pfingsten bis Anfang Oktober bewartet und sonst nur für Mitglieder des Alpenvereins mit Schlüssel zugängig.

## Besteigung
Zum Gipfel der Urbeleskarspitze führt kein einfacher Anstieg, die beiden gängigen Routen vom Kaufbeurer Haus aus erfordern neben Trittsicherheit, Schwindelfreiheit und alpiner Erfahrung jeweils Kletterfertigkeit.
Der nur teilweise markierte Normalweg führt in alpiner Schwierigkeit UIAA II+ in knapp 2 Stunden durch steiles Schrofengelände über die Nordwestflanke zum Gipfel.
Ein alternativer Anstieg existiert über den Nordgrat und führt in alpiner Schwierigkeit UIAA II durch brüchigen Fels in ebenfalls 2 Stunden auf die Urbeleskarspitze.
2018 wurde eine Kletterroute über den Westgrat (15 Seillängen, bis UIAA 5−) eingerichtet.